# ビーコン

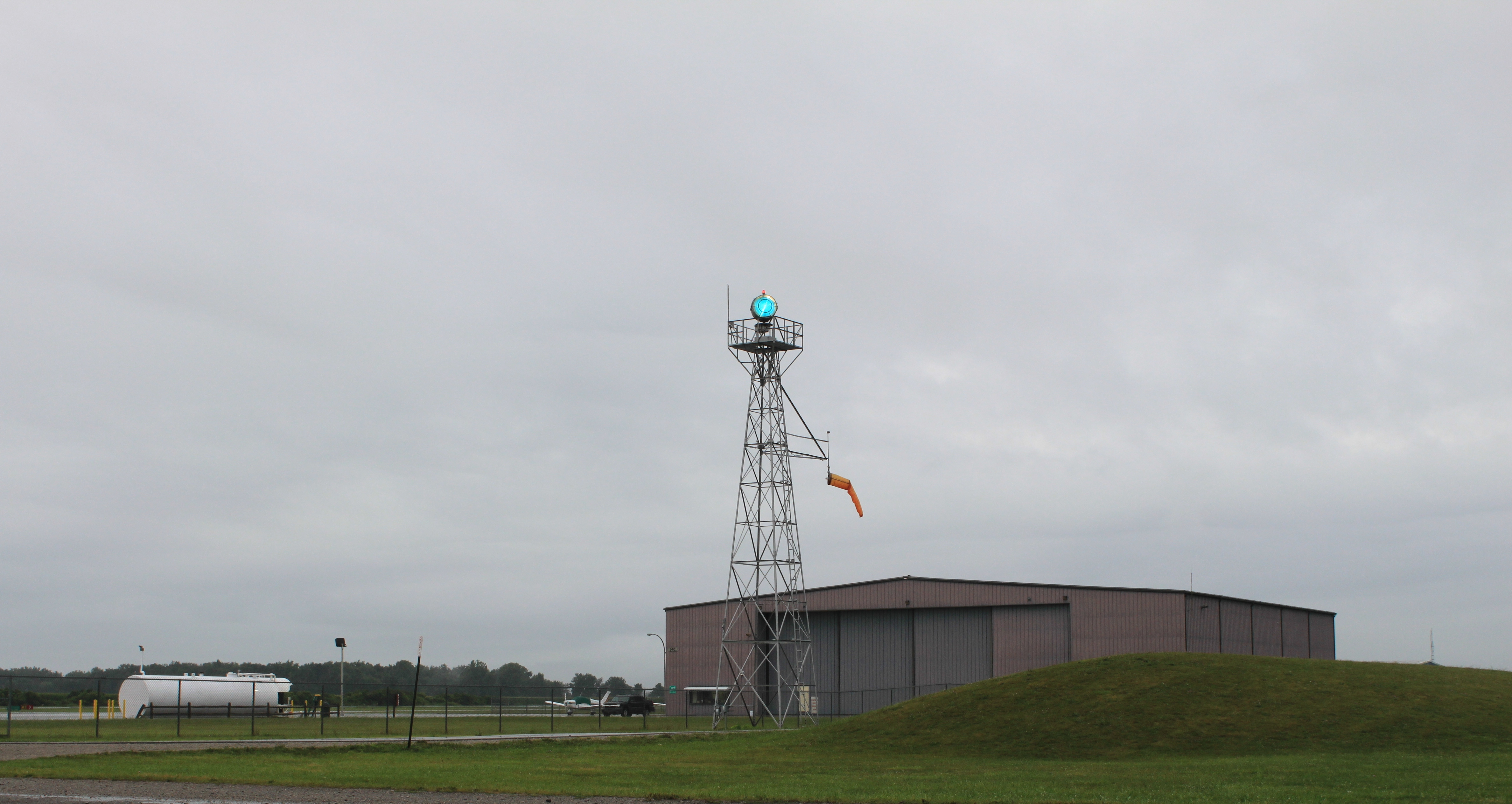
アメリカ、ミシガン州にあるカスター空港（KTTF）に設置された飛行場灯台。青色の回転は空港使用可を表す

ビーコン（英: Beacon）とは、原義は狼煙や篝火といった位置と情報を伴う伝達手段のことであり、注意を引き付けるために意図的に設けられた場所。代表的な例として灯台が挙げられる。灯台は光による通信によって付近を航行する船舶に対し固定位置情報の提供を行う。21世紀初頭においては無線方向探知機などで読み取ることができる無線標識（ラジオビーコン、Radio beacon）やレーダー画面上で視認することができるレーダートランスポンダなどを指す。このほか、回転灯なども注意を促す移動式ビーコンとなり、空港に設置された飛行場灯台や天気予報などの情報を尖塔に光として表示する気象ビーコンなどがある。

## 概要
ビーコンは、地上にある無線局などから発射される電波（あるいはIR（赤外線）のような高周波の電磁波）を航空機・船舶・自動車などの移動体に搭載された機器で受信することにより、位置をはじめとした各種情報を取得するための設備である。また、雪崩ビーコンのように（固定的でない）標識の位置を他者に知らせる目的で用いられるものにも、ビーコンの語が用いられる。このほか、コンピュータ間の通信においてもまた位置と関連付けられた存在として「ビーコン」という語が用いられる。非接触型決済においては、店側が設置するモバイル情報を読み込む装置をさす。

## ナビゲーション用途
ナビゲーション（航法）などナビゲーター（航海士）を目的地に誘導するために使用される灯台をはじめ、現代では航空で使用される無線標識やレーダーリフレクター、音波、光のほかに色彩、模様などの視覚信号などがある。日本の法令にもとづく無線標識は「無線標識局」と呼ぶ。
航空船舶
航空船舶で使用された電波灯台（送信所）:
- アルファ航法
- オメガ航法
- LORAN

航空
- 無指向性無線標識（NDB）- 航空機を誘導する無線標識。
- 超短波全方向式無線標識（VOR）- 航空機を誘導する無線標識。
- 距離測定装置（DME）- DMEから航空機までの距離を測定する無線標識。
- 戦術航法装置（TACAN）- VORとDMEの機能を合わせた軍事用無線標識。同様の民間向けの標識はVOR/DMEと呼ばれ、TACAN局とVOR局を併設し距離測定にTACAN、方位測定にVORを使用する局はVORTACと呼ばれる。なおTACANが併用できない理由は軍民で使用する周波数の違いなどによるため。
- 計器着陸装置に使用されるマーカービーコン

船舶
船舶用の航路標識:
- デッカ航法
- 無線方位信号所 - 付近の船舶に方位や位置を伝え、その航行を補助する電波標識。
- 自動船舶識別装置（AIS）- VHF帯を使用した相互通信機器。人工衛星を介した通信も行われ緊急時にも使用される。
- ドリフトネットブイ無線ビーコン（ラジオブイ） - 漁業などで使用され漁網や仕掛けの位置を知らせる。底引き網などに使用されるネットゾンデなどもある[2]。
- 霧信号所 - 濃霧時に一定間隔で発せられる警笛（音）で固定位置情報を船舶に知らせる。

## 遭難信号用途

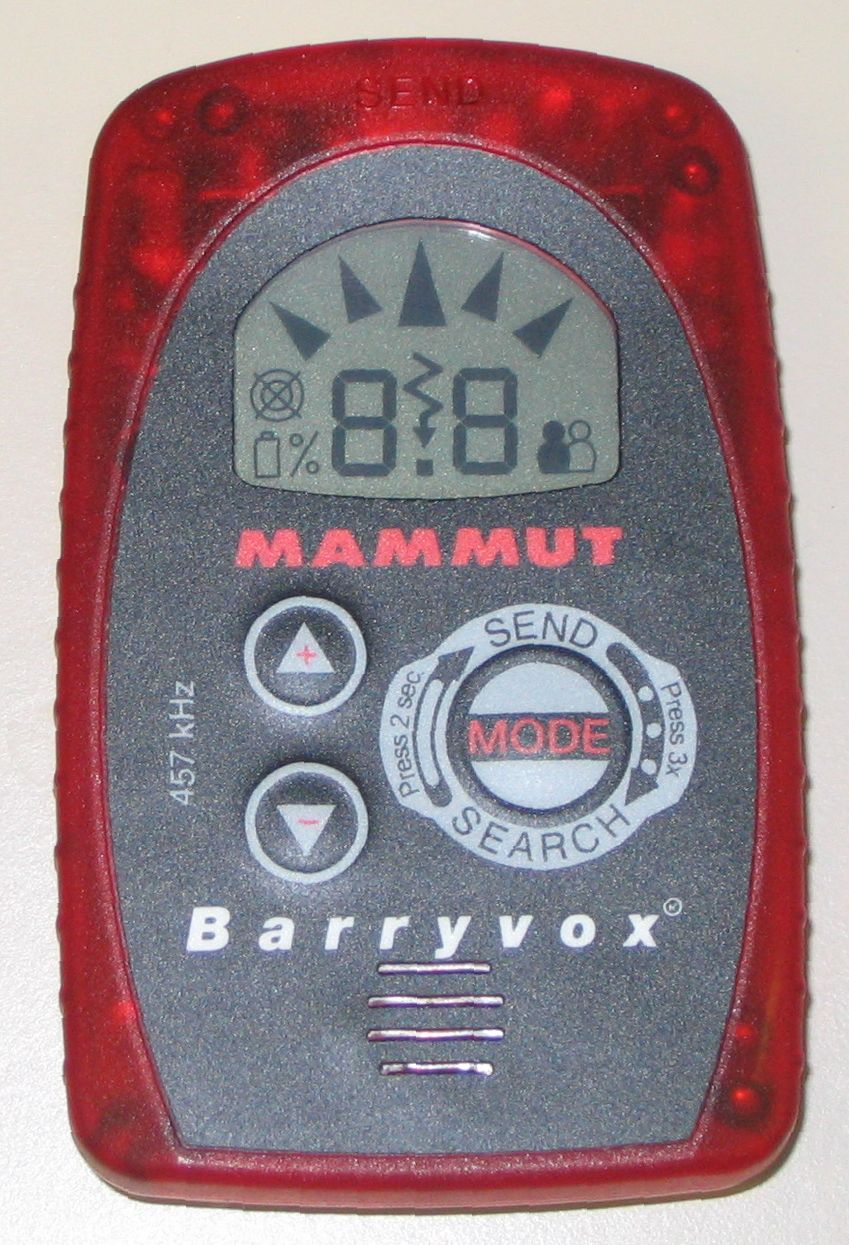
雪崩ビーコンの例

航空
- 航空機用救命無線機（ELT）- 航空機の遭難時に無線で遭難信号を発信する装置。
- 水中ロケータービーコン（ULB）- 主に航空機事故で水没した際に使用される水中ビーコン。船舶にも搭載される。

船舶
- 非常用位置指示無線標識装置（E-PIRB） - 船舶の遭難時に人工衛星を介した遭難信号を発信する無線装置。
- 捜索救助用レーダートランスポンダ（SART）- 捜索時のレーダー波に反応するビーコン。

携帯式ビーコン
Personal Locator Beacon, PLBと呼ばれ近年各種機器が登場している。
- スポット (通信機器) - 人工衛星を介した通信機器。
- AIS-SART - 人工衛星を介し位置情報を送信する個人用通信機器。
- COCOHELI - 山岳救助用ビーコン。

携帯電話
携帯電話や衛星電話は基地局に対し位置情報を送信する。内蔵されたGPS受信機での位置特定やBluetoothやWi-Fi機能を通した衛星測位システム（GNSS）機器とのリンクが可能。Apple Watchでは第4世代モデルから動態監視センサーを用いた緊急通報機能が搭載された
雪崩ビーコン
積雪時における登山や山スキーなど、雪崩に遭遇する危険のある場合に携行する小型の機器であり、電波の発信及び受信が可能である。「アバランチトランシーバー」とも呼ばれる。同行者が雪崩に巻き込まれて雪の中に埋没してしまった場合、埋没した人が携行しているビーコンから発信される電波を救助者のビーコンで受信することにより、埋没した人の位置を探索できる。
- RECCO - スウェーデンで開発された雪崩ビーコン。

災害用ビーコン
- 電磁波人命探査装置

## 識別信号
トランスポンダー
トランスポンダーはレーダーから発射された電波（質問波）に対し各種情報を含んだ応答電波を発信することで質問側で認識と識別を行う。
敵味方識別装置
敵味方識別装置（IFF）は戦場で敵と味方を識別し同士討ちを防ぐ目的で使用される。

## 標準時と標準電波
正確な時刻と周波数基準（標準電波）を送信することを目的として世界各地に48の無線局が設置されている。日本では2か所が該当する。
- おおたかどや山標準電波送信所
- はがね山標準電波送信所

## 電子基準点
電子基準点はGNSS連続観測システムで使用される測地基準となる。日本国内に1,300箇所設けられている。

## 道路交通

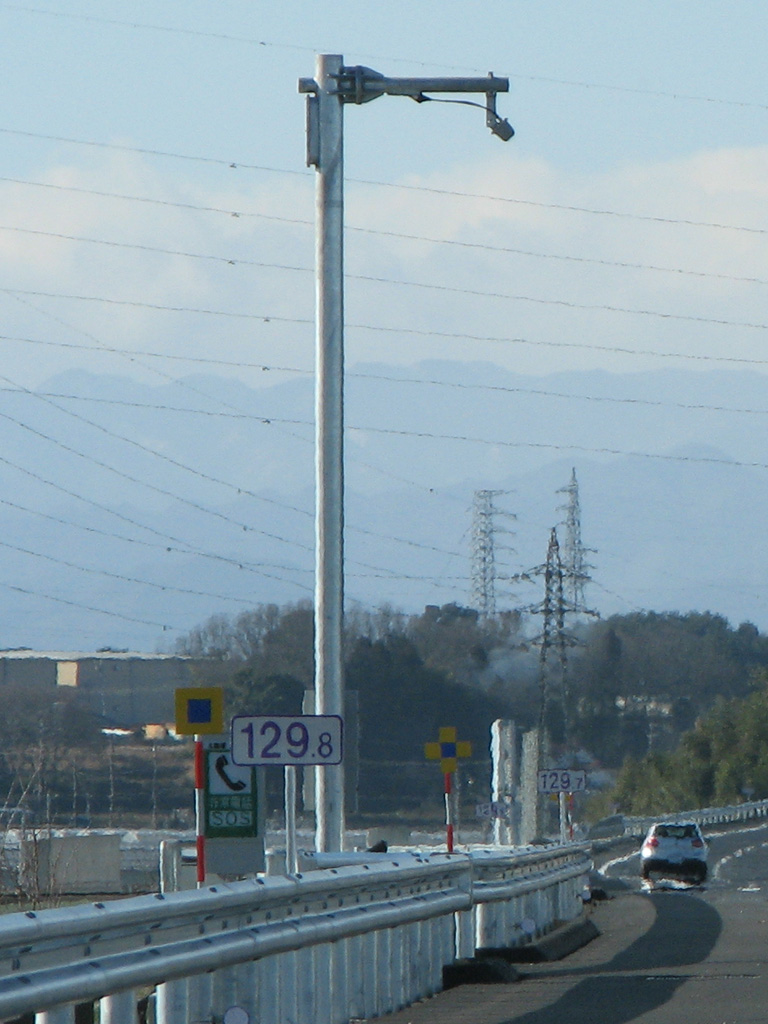
電波ビーコン

道路交通におけるビーコンは、主として高速道路や幹線道路上に設置されている。道路上に設置されたビーコンから電波または赤外線を発射して、交通規制、事故、渋滞、所要時間などの情報を発信している。自動車に備えられたビーコンユニットによって、ビーコンから受信した情報をカーナビゲーションなどの車載機器の画面に表示するものである。
- 道路交通情報通信システム（VICS）
- 光学式車両感知器（光ビーコン）
- MIMAMORI - 商用テレマティクスサービス

## コンピュータ

### 無線LAN
無線LANのアクセスポイント（AP）からは「ビーコン」と呼ばれる信号（パケット）を送出しており、無線LANアダプタを備えたコンピュータ機器がそのビーコンを受信し、利用可能な無線LANによるネットワークを検出する手がかりとしている。

### 赤外線(IR)
赤外線ビーコン（IRビーコン）は赤外線を利用した無線標識技術の1つ。対象が変調された赤外線を発信することで容易かつ確実に特定することができる反面、発信器と受信機の間に赤外線を遮断する障害物がないことが不可欠である。ストロボライトなど敵味方識別装置（CID）などの軍事的使用だけでなく、ロボット工学などでも、さまざまな赤外線ビーコン技術が使われる。
日本では赤外線ビーコンは新交通管理システム（UTMS）のキーインフラでもある。指向性の高い赤外線通信技術に基づいており、赤外線ビーコンを搭載した走行する車両との双方向通信を行うことにより正確に車両を検出し、さまざまな交通情報を提供する能力を有する。

### Bluetooth
無線LANより狭域で Near Field Communication (NFC) より広域の無線標識としてはBluetoothを利用したものもある。基本的には、対象となる発信器からの信号を受信することにより距離や位置を測定する技術であるが、発信器からの識別情報も取得できること、Bluetooth Low Energy (BLE) による省電力化と低コスト化が可能になったことから、近接通知機能としての用途が注目されている。

### ウェブビーコン
インターネット上で、会員登録や認証（ログインなど）などを行わずともインターネットサービスの利用者をサービス提供側が識別するために、提供する情報内へ提供側が埋め込む識別情報および仕組みである。通常、利用者にビーコンが埋め込まれていることは知らされないため、プライバシー面で問題とされる。

## 一般生活
- AirTag - Appleが開発した紛失防止タグ。スマートタグとも呼ばれ、様々な類似商品が販売されている。